# Линейни кораби тип „Бисмарк“
Бисмарк (на немски: Bismarck) са серия германски линейни кораби от Втората световна война. Всичко от проекта са построени два кораба – „Бисмарк“ и „Тирпиц“. Най-мощните линкори и най-големите бойни кораби, построени в Германия.
Построени са в нарушение на лимита за водоизместимост на Вашингтонското съглашение – водоизместимостта на корабите надминава лимита с 6000 т. Имат необикновено голяма маса на бронята. Схемата на защитата им се отличава от схемата „всичко или нищо“, използвана при линкорите на другите страни, и фактически се явява развитие на схемата на брониране на линкорите от типа „Шарнхорст“ с по-голяма площ на брониране на борда и явно преобладаване на вертикалната броня над хоризонталната. Въоръжението им също е необичайно. Вместо три- и четириоръдейните кули, използвани за икономия на водоизместимост от линкорите на другите страни, линкорите от този тип носят четири двуоръдейни кули с 380-мм оръдия.
„Бисмарк“ потъва през 1941 г. при първия си боен поход, преди това потопявайки в сражението в Датския пролив британския линеен крайцер „Худ“. „Тирпиц“ през цялата си бойна служба се намира в Норвегия, участвайки в охраната на крайбрежието и лов на арктически конвои. За неговата неутрализация са проведени няколко операции на Кралския флот и Кралските ВВС, в резултат на които през 1944 г. е потопен със свръхтежките бомби „Толбой“ в норвежкия Тромсьо.

## История на създаването
Изследователските работи над проекта за линкор с водоизместимост от 35000 т започват в Германия още през 1932 г. Според условията на Версайския договор такова строителство е забранено, за това работите се водят при спазване на секретност. Тъй като Франция по това време строи линкора „Дюнкерк“ с 330-мм оръдия, немците разглеждат вариант за линкор с осем 330-мм оръдия и 30-възлова скорост. Предварителните разчети показват, че в рамките на зададените характеристики линкора с добра защита може да вложи във водоизместимост 35000 т, обаче при увеличаване на въоръжението до осем 350-мм оръдия водоизместимостта рязко нараства до 41000 т.
През пролетта на 1934 г. в управлението по корабостроене на Имперското морско ведомство са започнати работите над линкора „F“. Зададени са следните характеристики: водоизместимост 35000 т; въоръжение от осем 330-мм; 12 150-мм; 16 105-мм оръдия; брониране – главен пояс: 350 мм; пояс по краищата: 150 мм; бронирана палуба: 100 мм; скосове и палуба над погребите: 120 мм; горна палуба: 50 мм; барбети на кулите на главния калибър: 350 мм; на 150-мм: 150 мм; бойна рубка: 400 мм; противоторпедна преграда: 60 мм и противоосколъчна защита на борда от 60 мм.
Предварителните разчети показват невъзможността да се изпълнят изискванията за бронирането, след което те са преразгледани. Главният пояс е изтънен до 320 мм, поясът по носа – до 70 мм, в кърмата – до 90 мм. Сред вариантите за енергетична установка са разглеждани дизели, парни турбини и турбоелектрическа установка.
В качеството на основна схема за разположение на оръдията на главния калибър се разглежда схема за разполагане на осемте оръдия линейно-терасовидно в четири двуоръдейни кули. Германските адмирали клонят именно към такъв вариант: независимо от по-голямото им тегло в сравнение с използването на три- и четириоръдейни кули, той осигурява по-добро управление на огъня, разпределение на огъня по краищата, по-голяма живучест и по-опростени системи за подаване на боезапаса, което осигурява по-висока скорострелност.
На 2 ноември 1934 г. е решено, че за превъзходството по скорост над „Дюнкерк“ и всеки един бъдещ европейски линкор са необходими 33-възлова максимална на мерната миля и 30-възлова продължителна в морето скорости. Главата на общия отдел вицеадмирал Гюнтер Хузе снижава тези скорости до 29 и 27 възела. Те са приети за първия и втория предварителни проекти, но на 26 ноември те са пак снижени до 28 и 27 съответно. Водоизместимостта на линкора се оценява на 37200 т.
Още на 10 ноември главнокомандващият военноморския флот, адмирал Ерих Редер, указва на това, че водоизместимостта не трябва да надминава 35 000 т, а за габаритите трябва да се отчитат ограниченията на съществуващите места за докуване и стоянка. След препроверяване на разчетите конструкторите уверяват Редер, че да се впишат в зададените им изисквания е нереално. На 21 декември адмиралът се съгласява за ръста във водоизместимостта, но само при условието на значителен ръст и в бойната мощ. Той иска да се подготвят два варианта – с 330-мм оръдия и турбоелектрическа установка, а също вариант с 350-мм оръдия и паротурбинна установка. При това Редер интерпретира скоростта от 28 възела като продължителната.
Разчетите показват, че и двата варианта изключват построяването им в корабостроителницата на „Дойче Верке“ в Кил. На съвещание от 17 януари 1935 г. е решено да не се ограничават с размерите на стапелите в Кил и Вилхелмсхафен и че следва да се отчитат само размерите на доковете и дълбочината в немските бази, което означава необходимостта да се впишат в дължина 242 м, ширина 36 м и газене 10 м. На това съвещание е решено да се избере проектът с 350-мм оръдия и парна турбина. Независимо от намаляването на дебелината на барбетите под горната палуба до 320 мм, по-детайлните изчисления показват ръст на водоизместимостта до 39000 т. Редер заповядва тези данни да се скрият и във всички документи да се указва стандартна водоизместимост равна на 35000 т.
На 16 март 1935 г. Германия денонсира Версайския договор, налагащ ограничения и върху военноморския флот. В новите условия се разглежда вече вариант за построяване на линкор с 380-мм оръдия, както планират да направят Франция и Италия. Обаче разполагането на такъв главен калибър изисква ръст на водоизместимостта до 42000 – 42500 т. При това максималното газене нараства до 9,4 м, което прави невъзможно използването на дока във Вилхелмсхафен. На основание тези съображения, на 1 април, Редер утвърждава проекта с 350-мм оръдия с водоизместимост от 41000 т, обаче на 9 май 1935 г., след личното указание на Адолф Хитлер, е решено да се строи линкорът с 380-мм оръдия.
Отново са разгледани няколко варианта за силови установки и вариант за разполагане на 150-мм оръдия в каземати, което икономисва тегло и дава по-добра защита за оръдията. В проекта А2 се използва тривалова паротурбинна установка с мощност 115 000 к.с. (85,76 МВт), а 150-мм оръдия са разположени в четири двуоръдейни установки С/34 и четири еднооръдейни MPL С/20. В проекта A3 всички оръдия са разположени в каземати. В проекта А4 всичките 150-мм оръдия са разположени в двуоръдейните установки LC/34, при това централната двойка е качена с една палуба по-нагоре. Проектът А5 е вариант на А2 с турбоелектрическа установка.
В резултат на разглеждането на тези проекти, на 7 юни е прието окончателното решение за разположението на всички 150-мм оръдия в кули. За усилване на защитата борда до горната палуба се защитава от 150-мм плочи. Успешното използване на турбоелектрическата установка на лайнера „Шарнхорст“ (SS Scharnhorst) води до избора ѝ за силова установка на новия линкор. Независимо с нарасналата с 600 т маса, това дава значителен ръст в далечината на плаване. Тъй като водоизместимостта и габаритите не могат вече да се надвишават, е необходимо да се вземе допълнителното тегло за сметка на други групи от тегловото разпределение.
На 18 юни 1935 г. е подписано англо-германското морско съглашение, според което Германия получава правото да построи флот, съставляващ 35% от британския, и тя се задължава да изпълнява условията на Вашингтонския договор от 1922 г. и Лондонския договор от 1930 г. и да не строи линкори с водоизместимост над 35000 т. Но конструкторите не обръщат внимание върху тези ограничения, тъй като се счита, че към момента на влизането в строй на линкорите те ще изгубят сила.
На 23 август 1935 г. е представен проектът А13 с тривинтова турбоелектрическа установка. Като цяло проектът е одобрен, но Редер иска да се измени компоновката на надстройката и да се увеличи броят на 37-мм двужевки от четири до осем. За икономия на тегло дебелината на барбетите на ГК под горната палуба е намалена до 220 мм, дебелината на броневата палуба на места е намалена от 100 до 80 мм. В същото време долната палуба в носовата част получава брониране от 20 мм, броневата палуба над погребите се усилва до 95 мм, броневите траверси са продължени до горната палуба.
Теглото продължава да си остава проблем, и на 23 ноември 1935 г. Редер се принуждава да се съгласи с намаляването на дебелината на главния пояс до 300 мм. Поради завишените изисквания на оператора (реверс от пълен ход напред към пълен назад за 20 секунди), подизпълнителят – берлинската „Сименс-Шукерт Верке“ не успява да осигури производството на турбоелектрическата установка в нужния срок. При корабостроителите предизвикват безпокойство неизпрбованата установка и сложната ѝ експлоатация и ремонт. В крайна сметка, през юни 1936 г., корабостроителният отдел предлага замяната ѝ с обикновена турбинна. На 6 юни Редер се съгласява с това предложение. Освободеното тегло отива за увеличаване на дебелината на пояса до 320 мм. Използването на заваряване позволява да се икономиса допълнително тегло и да се увеличи в района на погребите дебелината на палубата от 95 до 100 мм, а на скосовете от 100 до 120 мм. Обаче тези изменения са направени само на втория кораб от серията. Към декември 1936 г. всяко изменение в дебелините на палубите е невъзможно, тъй като плочите за нея вече са произведени.
Стапели за построяването на корабите с тези габарити имат само четири корабостроителници – военноморската във Вилхелмсхафен, „Дойче-Верке“ в Кил, „Блом унд Фос“ в Хамбург и „АГ Везер“ на концерна „Дешимаг“ в Бремен. При това първите два са заети с построяването на линкорите „Шарнхорст“ и „Гнейзенау“.
Поръчката на линкора „F“, бъдещия „Бисмарк“, е дадена на „Блом унд Фос“ на 16 ноември 1935 г. В документите той се обозначава като „Ерзац-Хановер“. Желанието е да бъде заложен по-рано, на 1 януари 1936 г., но по политически причини това не е направено. За да бъде въведен в строй колкото се може по-бързо, на 1 октомври 1939 г., вместо първоначално планираното 1 декември 1939 г., е взето решение да се ускорят темповете на строителство. При спуска си на вода линкорът получава името „Бисмарк“.
Линкорът „G“, бъдещият „Тирпиц“, е поръчан на държавната корабостроителница във Вилхелмсхафен, след спуска на вода на „Шарнхорст“. Размерът на стапела не позволява да се строи линкор с такива размери изцяло, за това изначално е планирано залагането само на част от корпуса. Корабостроителницата получава поръчката на 14 юни 1936 г. Залагането е планирано за 1 януари 1937 г., а предаването му на флота за 1 февруари 1940 г.

## Конструкция

### Корпус
Проектните работи по новите линкори се водят в конструкторския отдел на Управлението по корабостроене под ръководството на министерския съветник Херман Буркхард.
Корпусът има характерната за германското корабостроене вретенообразна форма. Той е гладкопалубен, с видима седловатост за по-добра мореходност. Според окончателния проект максималната дължина съставлява 241,6 м, а ширината – 36 м. При това форщевена е практически вертикален, а кърмата има закръглена форма. В процеса на строеж формата на носовия край е изменен. За повишаване на мореходността линкорите получават клиперен или, както се нарича в Германия, „атлантически“ форщевен. На „Бисмарк“ тези работи са проведени при дострояването, през септември 1939 г., а на „Тирпиц“ – още на стапела. След това дължината на кораба се увеличава с около 3 м. В съчетание с високия борд и увеличаването на развала на носовите шпангоути това осигурява добра мореходност.
Голямо внимание е отделено на снижаването на съпротивлението за сметка на оптимизацията на обводите. В носовата част за снижаване на вълновото съпротивление корпусът в подводната си част има видимо бълбовидно удебеление. Резултат от това е стойността на призматичния коефициент равна на 0,56.
Голямо внимание е отделено на икономията на тегло на корпуса за сметка на щателния подбор на материалите и широкото използване на заваряване. За листовите материали с дебелина 20 мм и нагоре се използва високоякостна стомана марка St.52 (Schiffbaustahl 52). За по-тънките конструкции се използва меката St.45. За съединенията, на 90 – 95%, се използва електродъгово заваряване, включая набора, палубата, обшивката и нецементираната броня. За заваряването на последната се използват специални електроди. Изключенията са само най-отговорните елементи на конструкцията, такива като противоторпедната преграда (ПТП) и долната бронева палуба. В конструкцията широко се използват леки сплави – мебелите са направени от алуминий. При това столовете не са алуминиеви, защото високата им стойност не дава значителна икономия на тегло. Алуминият не се използва и в преградите.
Щевните са изпълнени сглобяеми от лети детайли. Силовият набор е смесен, разчетен на дължина на вълната 1/20 от дължината на кораба. Централният кил върви на два участъка – от шпангоут 47,6 до 154,6 и от шп. 224 до форщевена. Между шп. 154,6 и 224 неговата роля се изпълнява от надлъжната преграда по диаметралната плоскост (ДП). В кърмата до шп. 47,6 със същата цел се използват стрингерите. За докуването килът е укрепен с пластини, заварени на интервал от 500 мм. Двойно дъно има на 83% от дължината на корпуса и е с променлива височина. В централната част височината съставлява 1700 мм, а по краищата намалява до 1200 мм. Кухините в двойното дъно се използват за съхранение на нефт и вода. Наборът на двойното дъно е сглобен по бракетната схема – с осем неразрязани стрингера по всяка страна от кила. Стрингери III и VIII са водонепроницаеми. Стрингер VIII се съединява с ПТП. Страничните килове са заварени към обшивката и вървят от шп. 88,8 до шп. 141,1. Тяхната максимална ширина съставлява 1000 мм, а площта на всеки е 55 м². Дъното от външната страна се подкрепя от четири докови кила в района на стрингери III и VIII. Закрепването на елементите на двойното дъно е чрез заваряване.
Над двойното дъно надлъжните връзки са изпълнени неразрезни. В района на главния броневи пояс неразрезни вече са шпангоутите, достигащи до горната палуба. В краищата наборът преминава по надлъжната схема, но по-малък брой стрингери. Максималната дебелина на обшивката съставлява 20 мм.
Главната ПТП върви от шп. 32 до шп. 202,7, изкачвайки се по височина на 1400 мм над нивото на долната бронева палуба, качвайки се до 2400 мм в района на барбетите на кърмовата двойка 150-мм кули. Тази преграда е направена с използването на нитовани съединения. Над броневата палуба преградата преминава в надлъжна противоосколъчна преграда. Тя достига до горната палуба, заобикаляйки по своя път барбетите на 150-мм кули. Допълнителната двойка надлъжни прегради между броневата и горната палуби се проточва от барбета на кула „В“ към барбета на кула „С“, на разстояние 4800 мм от диаметралната плоскост (ДП).
В кърмовата част надлъжните прегради са между шпангоути 10,5 и 32, изкачвайки се от вътрешното дъно до броневата палуба. Носовите машинни отделения между шп. 98,3 и 112,3 са разделени с преграда по диаметралната плоскост. По височина тя също е от вътрешното дъно до броневата палуба. Тази преграда продължава до шп. 91,3, но по височина само до долната бронева палуба. В носовата част между шп. 154,6 и 224 по ДП също има преграда с изменяща се височина – от кила до долната бронева палуба или горната платформа.
Корпусът се дели по височина от 7 палуби със средно междупалубно разстояние около 2,4 м. От тях непрекъснати са само горната (Oberdeck), батарейната (Batteriedeck) и главна или броневата (Panzerdeck). Останалите палуби са по същество платформи и се разполагат под броневата палуба. На горната палуба от кърмата до шпангоут 233 има тиков настил с дебелина 75 мм.
От напречните прегради обемът под броневата палуба се дели на 22 водонепроницаеми отсека. В зависимост от разположението, тези прегради вървят по ширина между ПТП, надлъжните бордови прегради или обшивката, разрязвайки се от преградата по ДП. В отсеци от VIII до XIII, се намира енергетичната установка. Отсеци от III до XIX, със сумарна дължина от 171,7 м, са прикрити от бордовата броня. По долния ръб на бордовата броня се намира размагнитващият кабел.
Освен изменението на формата в носовата част, в процеса на построяване са внесени и ред други изменения. Така например надстройката е удължена с 5 м. За снижаване на въздействията от дулните газове по постовете за управление на огъня, мостиците са качени с едно ниво по-нагоре, поради което надстройка получава характерно стъпало. Коминът е преместен със 7 м към носа, а гротмачтата със 17 м към кърмата. Самолетните катапулти от първоначалното им положение зад гротмачтата са преместени на спардека и са твърдо закрепени перпендикулярно на диаметралната плоскост. От съхранението на самолетите върху катапултите се отказват и по бордовете по комина са направени два хангара.
Заедно с форщевена е изменено и положението на котвите. Една котва е разположена непосредствено над форщевена, а двете други за намаляването на пръскообразуването вместо в бордови клюзове са разположени на горната палуба. За пускането им е поставено специално механично устройство. Четвъртата котва е разположена в кърмата, в клюз по левия борд.

#### Спомагателно оборудване, съдови механизми и системи
Рулево устройство
Линкорите имат два паралелни балансирни руля с площ 24,2 м², имащи формата на трапец. По ширина рулите стоят по средата между винтовете с наклон навътре от 8°. Те са съединени към рулевите машини с напречен вал и са с парно задвижване. Всяка от двете машини може да управлява двата руля. Управлението на машините се осъществява по системата Уарда-Леонард. Интересна особеност е липсата в ходовата рубка на щурвал. Вместо него има кобилица-щурвал, с наклона на която рулевия премества руля надясно или наляво.
На пълен и среден ход корабите са послушни към руля. При максимално преместване на рулите на пълен ход ъгълът на възникващия крен не надминава 3°, но корабът губи 2/3 от скоростта. Поради тривинтовата установка линкорите лошо държат курса и се изисква неговата постоянна корекция с руля. На малки и заден ходове управляемостта е по-лоша, заради разположението на рулите на сравнително малка площ между винтовете. Така че, когато това е възможно, при преминаването през теснини се стараят да ползват помощта на буксири.
Вентилация и охлаждане
Отсеците са оборудвани със система за вентилация, за което има 230 засмукващи и изтеглящи електрически вентилатора. От тях 18 засмукващи и 3 изтеглящи са оборудвани с охладители на въздуха. Климатични системи имат корабния лазарет, фотолабораторията и офицерската каюткомпания.
Главната хладилна установка, в отсек XV на долната платформа, е електрическа, с въглероден газ като работно тяло. В XVI отсек, под кулата „Бруно“ са разположени хладилниците за провизиите.
лодки
По щат в състава на плавателните средства влизат:
- Два 11-метрови адмиралски катера, разположени побордно на хангарите в съседство с комина;
- Четири 11-метрови катера-совалки на кърмовия хангар;
- Един 9-метров командирски катер съседно на адмиралския катер по десния борд;
- Два 8-метрови полубаркаса съседно на адмиралския катер по левия борд;
- Един 6-метров полубаркас над близкия към борда 8-метров полубаркас;
- Два 8-метрови гребни катера на шлюпбалки на горната палуба;
- Два 8-метрови яла, също на шлюпбалки на горната палубе (заедно с катерите – два пред 150-мм кули II, и втора двойка пред 150-мм кули III);
- Два 4-метрови яла-двойки над кърмовите гребни катери.

За времето на своята служба съставът и разположението на лодките нееднократно се променя. Така например преди излизането на „Бисмарк“ в Атлантика от него са свалени всички катери и яловете от горната палуба и са разположени спасителни салове с различна форма и размер. На „Тирпиц“ кърмовите ялове не са поставяни, а носовите са снети през лятото на 1941 г. Също на корабите има четири задбордни трапа, които обичайно са на палубата при носовата и кърмовите надстройки, а в походно положение се закрепват в сгънато положение под килблоковете на командирския и адмиралския катери.
За работа с лодките и хидросамолетите побордно в съседство на катапулта са поставени два 12-тонни крана. На „Бисмарк“ те се намират на горната палуба, а на „Тирпиц“ на първото ниво на надстройката. Кранът по десния борд на „Бисмарк“ е с 1,5 м по-дълъг. На „Тирпиц“, поради разполагането по-далеч от борда, двата крана са с 2,5 м по-дълги, отколкото на главния кораб. Също на задната част на комина има два 4-тонни крана за преместването на хидросамолетите по палубата. Всички кранове са на фирмата „Демаг“.
Котвено и шпилово устройства
Линкорите имат три котви Хол с тегло по 12 т, със закрепване в клюзове – две побордно и една по центъра над форщевена. Всичко за тяхното вдигане има само два шпила и две котвени вериги, за това едновременно могат да работят само две котви, а третата е резервна и се крепи със стопорни устройства за палубата. Кърмовата 9-тонна котва на Хол се намира в клюз по левия борд. Тази котва при „Бисмарк“ е свалена преди операция „Рейнюбунг“, а „Тирпиц“ се лишава от своята при атаката на мини подводниците на 2 септември 1943 г. Освен това за швартовка има един носов и два кърмови шпила.
Екипаж
По проект екипажът наброява 1927 души с увеличение до 2106 при използването на линкора като флагмански кораб. При влизането си в строй екипажа на „Бисмарк“ е 103 офицера и 1962 матроса. По време на атлантическия рейд на „Бисмарк“ се намират 2221 души, от които 65 са към щаба на Лютиенс и още 80 са предназначени за призови партии.
Кубриците за матросите са снабдени с триетажни койки. Има четири камбуза: офицерски, подофицерски и два матроски. Офицерският камбуз и каюткомпанията се намират в надстройките. За изхранването на матросите са предвидени две столови, в отсеци XV и VIII. За подофицерите в двете столови има отделена своя част.

### Въоръжение

#### Главен калибър
Основното въоръжение на линкорите от типа „Бисмарк“ са осем 380-мм оръдия 38-см/52 SK С/34 разположени по линейно-терасовидната схема в двуоръдейни кули. Производител на оръдията и установките е концернът Круп, стандартният доставчик на германската флота. Стволът на оръдията се състои от вътрешна тръба, лайнер, който се поставя от страната на затвора, четири укрепващи пръстена, защитен кожух от четири части, всяка от които с 2/3 застъпва предходната, казенна част и хоризонтален клинов затвор. Общата маса на оръдието със затвора достига 111 тона. Оръдието има нарезка с променлива извивка – от 1/36 до 1/30 калибра на оборот. Числото на нарезите е 90. Дълбочината на нареза е 4,5 мм, ширината – 7,76 мм. В качество на противооткатни устройства се използват две хидравлични спирачки и един пневматичен накатник.
Оръдието е проектирано според концепцията „лек снаряд, висока начална скорост“, с използването на снаряди от три типа – бронебоен, и фугасни с дънен и челен взривател. Бронебойният снаряд Pz.Spr.Gr. L/4,4 (mhb) с бронебоен наконечник има маса 800 кг. Бронебойният снаряд е снабден с бронебоен наконечник, който увеличава бронепробиваемостта. За това в много страни, за повишаване на устойчивостта на защитата, е предвидена допълнителна бронепреграда за неговото отстраняване. В германския снаряд бронебойният накрайник е заварен към тялото на снаряда, благодарение на което за неговото „одиране“ е нужна с 50% по-дебела броня – около 46 мм. Снарядът има алуминиев балистичен наконечник с оживална форма, която е с радиус на закръглението от 10 калибра. Дънният взривател Bdz.38 има задръжка 0,025 – 0,035 с и се задейства при пробиването на примерно 27-мм лист обикновена стомана. Фугасният снаряд с дънен взривател Spr.Gr. L/4,5 Bdz (mhb) се използва за стрелба по крайцери и е фактически полубронебоен. Той има същия взривател Bdz.38. Фугасният снаряд Spr.Gr. L/4,6 Kz (mhb) има челен взривател Kz.27 с мигновено действие и се използва за престрелка, стрелба по небронирани обекти и брегови цели. Двата фугасни снаряда също имат маса 800 кг. През 1944 г. в боекомплекта на „Тирпиц“ влизат фугасни снаряди с дистанционна тръбичка за водене на заградителен зенитен огън.
В качеството на метателен заряд се използва барут марка RPC/38. Той се състои от 69,45% нитроцелулоза, 25,3% диетиленгликол-динитрат, 5% централит, 0,15% магнезиев оксид и 0,1% графит и се произвежда с тръбно сечение. Барутът е още по-безопасен, отколкото RPC/12 от времето на Първата световна война и обладава относително невисока температура и скорост на горене, което повишава живучестта на стволовете.
Пълният заряд се състои от две части. Основният заряд от 112,5 кг барут е заключен в месингова гилза с диаметър 420 мм и маса 70 кг. Допълнителният заряд има маса 99,5 кг и е заключен в копринен картуз. Двата полузаряда се бутат в оръдието с едно движение на прибойника. С използването на този заряд на 800 кг снаряд се съобщава начална скорост от 820 м/с.
Двуоръдейните кули за 380-мм оръдия имат обозначението Drh LC/34 — т.е. „въртяща се кула“ (Drehscheiben – Lafette) образец 1934 г. Кулите са разположени по линейно-терасовидната схема – по две кули в краищата, една над друга. В немския флот те, от носа към кърмата, се обозначават по правилото на поредност на буквите в немската азбука: „Anton“ (Антон), „Bruno“ (Бруно), „Caesar“ (Цезар) и „Dora“ (Дора). Барбета на кулите се опира върху броневата палуба, под която са разположени снарядните и зарядните погреби. Установката има шест нива – бойно отделение вътре в кулата, платформата за въртенето на кулата, платформа за механизмите, междинна платформа, снаряден и след това заряден погреб. На високите кули „Бруно“ и „Цезар“ има още една междинна платформа.
Погонът е лагерен, с топчета. Вертикалното задвижване, спомагателното задвижване на хоризонталното насочване, задвижването на спомагателните елеватори и редица от резервните механизми на системата за подаване са хидравлични. Налягането в системата на хидравликата е 70,3 кг/м². Поради пожароопасността на минералните масла, те не се използват като работно тяло. Използва се смес от равни части дестилирана вода и глицерин, с добавка от неголямо количество рициново масло. Оръдията са разположени на индивидуални люлки. Вертикалното носочване се осъществява с помощта на хидравлично бутало, предаващо усилието към скрепен към оръдието зъбен сектор чрез зъбен щок и пиньон. Ъглите на възвишение на оръдията са от −5° до +30°. Максималният ъгъл е по-малък от този на линкорите на другите страни, тъй като немските инженери смятат, че за Северно море голямата стойност не е необходима. Хоризонталното насочване се осъществява с електромотор с червячна предавка към пиньони. В качеството на резервно се използва преносим електромотор с верижна предавка. Ъглите на обстрел за всички кули са по 145° от диаметралната плоскост по всеки борд.
Всички кули първоначално имат 10-метрови далекомери. Те са премахнати от носовите кули впоследствие. Куполните визьори са разположени от външната страна на всяко оръдие. В задната част на кулите има електрически вентилатори за изтегляне на дима и газовете. На покрива им са монтирани два перископа С/6.
Зареждането се осъществява при постоянен ъгъл от 2,5°. За всяко оръдие има индивидуални снарядни и зарядни подемници. Снарядът се подава вертикално от подемника в кулата, където се поставя на претоваръчната маса и се завърта в положение за зареждане. След това с верижния прибойник снаряда се натиква в оръдието. Зарядите се подават между оръдията и се претоварват върху жлеба за зареждане. След това жлебът се премества напречно на кулата в позиция за зареждане и се дотиква със същия верижен прибойник. Задвижването на системата за подаване е хидравлично. Има и резервно, ръчно, задвижване, но за неговата работа са необходими усилията на 10 – 14 души.
Максималната практическа скорострелност съставлява примерно 2,3 изстрела в минута. Официално цикълът на стрелба съставлява 26 при ъгъл на възвишение от 4°. И е съответно по-голям при по-големи ъгли на възвишение. Самите специалисти на Круп смятат, че подготвен персонал е способен да осигури цикъл на стрелба от 20 сек. и скорострелност от 3 изстрела в минута.

#### Противоминна артилерия
Немските специалисти считат, че за ефективното отблъскване на атаките на разрушители е необходимо оръдие с калибър не по-малко от 150 мм. Артилерийското бюро на германския флот счита за невъзможно създаването на универсално оръдие, ефективно при стрелба както по въздушни, така и по надводни цели. В резултат на това „Бисмарк“, както и „Шарнхорст“, получават 150-мм противоминна и 105-мм зенитна батареи.
Противоминната батарея съставляват все същите дванадесет 150-мм/55 оръдия SK С/28, но разположени в двуоръдейни установки. Оръдието се състои от вътрешна тръба, кожух и казенна част с вертикален клинов затвор. Нарезката тип „Рейнметалл“ – кубична парабола с изменение на стъпката на нарезката от 50 до 30 калибра на оборот. В състава на противооткатните устройства влизат две хидравлични спирачки и един пневматичен накатник.
На линкорите бронебойният 150-мм снаряд не се използва и в боекомплекта влизат само фугасни снаряди от два типа – с дънен взривател L/4,6 и с челен взривател L/4,5 с възможност за поставяне на трасьор. Теглото на двата снаряда е 45,3 кг. В първия зарядът взривно вещество съставлява 3,058 кг, а във втория 3,892 кг. Също има осветителен снаряд с маса 41 кг. На „Тирпиц“ през 1944 г. се появява снаряд с дистанционен взривател за водене на заградителен огън по самолети.
Зареждането им е ръчно, разделно-гилзово. Зарядът барут RPC/32 с маса 14,5 кг е поставен в месингова гилза с тегло 9,35 кг. Максималната вместимост на погребите е 1800 снаряда. По проект боезапасът е съставен от 105 снаряда за оръдие. Фактически обичайно се използват 1288 фугасни снаряда, от тях 622 с дънен взривател и неголям брой осветителни снаряди.
Двуоръдейната кула Drh LC/34 се произвежда от концерна „Рейнметал-Борзиг“. Те са разположени по три на борд и имат обозначенията BI, BII, BIII за левия борд, и SI, SII и SIII за десния, броено от носа към кърмата. Кулите са с различна маса – I тежат 110 т, II – 116,25 т и III – 108 т. Барбетите на кулите I достигат до горната платформа, при останалите само до броневата палуба. Претоваръчното отделение на кулите I се намира под броневата палуба, на останалите вътре в барбета на нивото на броневата палуба. Основното и спомагателното задвижване за хоризонтално насочване са електрически. За вертикалното насочване се използва хидравлика. Характерна особеност е наличието на единен досилател за двата ствола.
Кулите имат перископ С/4. Средните кули допълнително имат 6,5-м далекомери. Ъгълът на вертикално насочване на кулите е от −10° до +40°. Ъгълът на хоризонтално насочване за кули I съставлява 135°, за останалите – 150 – 158°. За тренировка на прислугата на 150-мм и 105-мм оръдия между кулите „Цезар“ и „Дора“ са поставени два тренировъчни макета.

#### Зенитна артилерия с далечен обсег
Линкорите са въоръжени със 16 105-мм/65 зенитки SKC/33. Оръдието има лайниран ствол и вертикален клинов затвор. Зареждането му е унитарно. Масата на снаряда е 15,1 кг, а на изстрела 27,35 кг. Осемте сдвоени установки са разположени на първото ниво на надстройката побордно и се обозначават аналогично на 150-мм оръдия BI – BIV за левия и SI – SIV за десния борд. Разположението им върху корабите от серията малко се различава – на „Тирпиц“ установките разположени веднага пред катапулта са преместени с 3 м към кърмата и на 5 м по-близо до борда.
Самите установки са различни модели. На „Бисмарк“ четирите носови са модел Dop. LC/31, изначално проектирани за 88-мм оръдия. Те са поставени още при достройката, в периода юни – юли 1940 г. По време на стоянката му в Хотенхафен, на 4 – 18 ноември 1940 г., са монтирани четирите останалите установки, но това вече са новите Dop. LC/37, проектирани за 105-мм оръдия. „Тирпиц“ получава само установките Dop.LC/37.
Установките имат стабилизация по трите плоскости и се управляват дистанционно с помощта на механизъм „Питлер-Том“ от командно-далекомерния пост, който също е стабилизиран в трите плоскости. Основният вид зареждане е ръчно. Има и електромеханично устройство за зареждане, но то не работи при всички ъгли на възвишение. Подаването на боеприпасите от погребите се осъществява от централни елеватори, с последващото им преместване към оръдията на ръка. Програмирането на дистанционния взривател става ръчно чрез устройство, разположени върху казенната част на оръдията. Няма автоматично програмиране на дистанцията. Общият боезапас съставлява 6720 изстрела – по 420 на ствол.
| Основни ТТХ на използваните оръдия и автомати                | Основни ТТХ на използваните оръдия и автомати | Основни ТТХ на използваните оръдия и автомати | Основни ТТХ на използваните оръдия и автомати | Основни ТТХ на използваните оръдия и автомати | Основни ТТХ на използваните оръдия и автомати | Основни ТТХ на използваните оръдия и автомати | Основни ТТХ на използваните оръдия и автомати | Основни ТТХ на използваните оръдия и автомати |
| Оръдие                                                       | 38 cm SK C/34                                 | 15 cm SK C/28                                 | 10.5 cm/65 SK C/33                            | 10.5 cm/65 SK C/33                            | 3.7 cm/L83 SK C/30                            | 2 cm/65 C/30                                  | 2 cm/65 C/38                                  | 2 cm/65 C/38                                  |
| ------------------------------------------------------------ | --------------------------------------------- | --------------------------------------------- | --------------------------------------------- | --------------------------------------------- | --------------------------------------------- | --------------------------------------------- | --------------------------------------------- | --------------------------------------------- |
| Калибър/дължина на ствола, калибри                           | 380-мм/52                                     | 150-мм/55                                     | 105 мм/65                                     | 105 мм/65                                     | 37-мм/83                                      | 20-мм/65                                      | 20-мм/65                                      | 20-мм/65                                      |
| Година на разработване                                       | 1934                                          | 1928                                          | 1933                                          | 1933                                          | 1930                                          | 1930                                          | 1938                                          | 1938                                          |
| Маса на оръдието със затвора, кг                             | 111 000                                       | 9080                                          | 4560                                          | 4560                                          | 243                                           | 64                                            | 57,5                                          | 57,5                                          |
| Скорострелност, изстрела/минута                              | 2,3 – 3                                       | 6 – 8                                         | 15 – 18                                       | 15 – 18                                       | 30                                            | 120 – 280                                     | 220 – 480                                     | 220 – 480                                     |
| Тип на затвора                                               | Клинов                                        | Клинов                                        | Клинов                                        | Клинов                                        | Клинов                                        | Клинов                                        | Клинов                                        | Клинов                                        |
| Тип зареждане                                                | разделно-гилзово                              | разделно-гилзово                              | унитарно                                      | унитарно                                      | унитарно                                      | унитарно                                      | унитарно                                      | унитарно                                      |
| Заряд, кг                                                    | RPC/38, 212 кг                                | RPC/38, 14,15 кг                              | RPC/32, 5,2 кг                                | RPC/32, 5,2 кг                                | RPC/38N, 0,365 кг                             | RPC/38, 0,120 кг                              | RPC/38, 0,120 кг                              | RPC/38, 0,120 кг                              |
| Тип на снаряда                                               | бронебоен Psgr. L/4,4                         | фугасен с дънен взривател 15 cm Spgr.L/4,3    | фугасен                                       | фугасен                                       | фугасен                                       | HEI (осколъчен)                               | HEI (осколъчен)                               | HEI (осколъчен)                               |
| Маса на снаряда, кг                                          | 800                                           | 45,3                                          | 15,1                                          | 15,1                                          | 0,742                                         | 0,134                                         | 0,134                                         | 0,134                                         |
| Начална скорост, м/с                                         | 820                                           | 875                                           | 900                                           | 900                                           | 1000                                          | 835                                           | 835                                           | 835                                           |
| Далечина, м/ъгъл на възвишение                               | 35 550/30°                                    | 23 300/40°                                    | 17 700/45°                                    | 17 700/45°                                    | 8500/45°                                      | 4900/45°                                      | 4900/45°                                      | 4900/45°                                      |
| Досегаемост по височина, м/ъгъл на възвишение                |                                               | -                                             | 12 500/80°                                    | 12 500/80°                                    | 6800/85°                                      | 3700/85°                                      | 3700/85°                                      | 3700/85°                                      |
| Установки                                                    |                                               |                                               |                                               |                                               |                                               |                                               |                                               |                                               |
| Обозначение                                                  | Drh LC/34                                     | Drh L. C/34                                   | Dop. L. C/31                                  | Dop. L. C/37                                  | Dop. LC/30                                    | L/30                                          | L/30                                          | Vierling L/38                                 |
| Брой стволове                                                | 2                                             | 2                                             | 2                                             | 2                                             | 2                                             | 1                                             | 1                                             | 4                                             |
| Маса на въртящата се част, кг                                | 1 052 000                                     | 108 000— 116 000                              | 27 805                                        | 27 055                                        | 3670                                          | 420                                           | 416                                           | 2150                                          |
| Ъгли на насочване                                            | −5,5°/+30°                                    | −10°/+40°                                     | −8°/+80°                                      | −10°/+80°                                     | −9°/+85°                                      | −11°/+85°                                     | −11°/+85°                                     | −10°/+90°                                     |
| Скорост на насочване вертикална/хоризонтална градуса/секунда | 6/5,4                                         | 9/8                                           | 10/8                                          | 12/8,5                                        | ръчно 3/4                                     | ръчно                                         | ръчно                                         | ръчно                                         |

#### Зенитни автомати
По проект на „Бисмарк“ трябва да има шестнадесет 37-мм оръдия С/30 и дванадесет 20-мм автомата С/30 или С/38, всичките производство на концерна „Рейнметал-Борзинг“.
37-мм зенитно оръдие С/30 е полуавтоматично, със ствол моноблок и вертикален клинов затвор. Спирачката на отката е хидравлична, накатникът е пружинен. То се монтира върху сдвоената установка Dop. LC/30. Установката осигурява ъгли на вертикално насочване −9/+85°. Установката има елеватор, осигуряващ подаването зад оръдията. След това изстрелът на ръка се предава към оръдията.
Установката има стабилизация по три плоскости с помощта на жироскопи и силова трансмисия. Масата на установката е 3670 кг, от които 630 кг са за задвижването. Напълно стабилизираната установка на теория повишава ефективността на зенитния огън. Но добрата идея страда от проблеми с реализацията. Силовата трансмисия се оказва неспособна да компенсира бързите придърпвания на кораба, а въздействието на водата върху откритата установка води до многобройни къси съединения в електрическите вериги.
20-мм автомат С/30 в сравнение с „Ерликона“ има по-голяма маса на снаряда и досегаемост по височина, но е с по-ниска скорострелност – на практика 120 изс./минута, поради вместимостта на пълнителя само от 20 патрона. Моделът С/38 е олекотен и, с увеличаването на вместимостта на пълнителя до 40 патрона, практическата скорострелност е доведена до 220 изс./минута.
Двата автомата се монтират на единичните установки L/30 с маса 420 кг и разчет от 4 – 6 души. През 1941 г. фирмата „Маузер“ разработва удачната четиристволна установка L/38 „фирлинг“ („Flak-Vierling“). Установката с маса 2150 кг има собствен прицел и силова трансмисия. По щат боекомплектът на 37-мм оръдия съставлява по 2000 изстрела на оръдие, но на практика достига 34 100. Общият запас 20-мм патрона на „Тирпиц“ към 1941 г. е доведен до 54 000, а към 1944 до 90 000. Според някои данни той достига до 117 000 патрона.

#### Авиационно въоръжение
Първоначално новите линкори трябва да имат два въртящи се стартови катапулта на фирмата „Хайнкел“, но след това те са заменени с два напречни катапулта, производство на килската корабостроителница „Дойче Верке“. Те са разположени напречно на кораба на общ фундамент зад комина, съединявайки се в района на диаметралната плоскост и са насочени към срещуположните бордове. Редица от спомагателните механизми на катапултите са общи. Всеки катапулт има ускорителна пътечка с ширина 1 м и дължина 14,6 м и подвижен участък с дължина още 16 м. В сгънат вид общата дължина на катапулта съставлява 32 м. Пускът на самолета се осъществява с помощта на сгъстен въздух.
За съхранение на самолетите са предвидени три хангара. Хангар № 1, площ 120 м², за два самолета, се намира под гротмачтата. Представлява трапец, с дължина 12,8 м, ширина 9,6 м и височина 6 – 6,2 м. Хангарите номера 2 и 3 са разположени по бордовете встрани от комина и са предназначени за предполетната подготовка на самолетите. Тяхната площ съставлява по 60 м² и в тях може да се помести по един самолет. Покривите на тези хангари са усилени и се използват за съхранение на лодките. 34 тона авиационно гориво, а също бомбите и патроните за самолетите, се съхраняват в погреб под долната палуба.
От хангарите към катапулта има релси за преместването на самолетите. Побордно от комина има кранове, използвани за поставянето на самолетите върху катапултите и изваждането им от водата. Тези кранове обслужват и лодките. Теоретично на линкорите могат да се разположат до шест самолета – четири в хангарите и по един на всеки катапулт. Това е планирано, но на практика корабите не носят повече от четири машини, за да не се създават сложности при предполетната подготовка.
Към началото на Втората световна война стандартен хидросамолет става „Арадо“ Ar 196. Този едномоторен двупоплавков хидросамолет може да носи две 50-кг бомби и да провежда разузнаване в течение на 4 часа. Благодарение на нелошите технически характеристики и въоръжение от две 20-мм оръдия и три 7,9 мм картечници, може да се използва в качеството на ерзац-изтребител против основните британски ударни самолети от началото на войната – архаичните биплани „Суордфиш“ и „Албакор“.
Всички корабни хидросамолети принадлежат към 196-а бордова авиогрупа (на немски: Bordfliegergruppe 196). Пилотите и обслужващият персонал се отнасят към Луфтвафе и носят авиационни униформи.

#### Торпедно въоръжение
Проектът не предвижда торпедно въоръжение, но след атлантическите рейдове на „Адмирал Хипер“, „Шарнхорст“ и „Гнейзенау“ става ясно, че артилерията не е много ефективна против търговските съдове и за тяхното унищожаване е желателно наличието на торпеда. През март 1941 г. командващият флота Гюнтер Лютиенс предлага да се поставят на всички линкори палубни торпедни апарати. На „Бисмарк“ те не са поставени. „Тирпиц“, през септември 1941 г. получава два четиритръбни 533-мм торпедни апарата. Те са поставени между катапултите и кърмовите 150-мм установки. Общият боезапас съставлява 24 торпеда тип G7a. Резервните торпеда се съхраняват на палубни стелажи пред апаратите. Бойните части на торпедата се съхраняват в погребите под броневата палуба. Система за управление на торпедната стрелба не е поставяна.

#### Средства за пасивна защита
За поставянето на димни завеси линкорите имат химически димогенератори, разположени на батарейната палуба в ограждение при ахтерхщевена. По същество това са съдове с хлорсулфонова киселина, която под налягането на сгъстен въздух се пуска през люкове в горната палуба, до флагщока, или през два отвора при ахтерщевена. Времето за работа на един от съдовете е 20 минути. С появата на радарите ценността на димоапаратурата намалява, но тя остава на „Тирпиц“ до края на войната. За защита от магнитните взриватели на мини и торпеда линкорите имат размагнитващо устройство. Неговият кабел преминава под долния край на броневия пояс.

#### Прибори за наблюдение и управление на огъня
Система за управление на огъня
За управляване на артилерийския огън на 380-мм и 150-мм оръдия се използва системата „образец 1935 г.“. Аналогична се поставя на линкорите от типа „Шарнхорст“ и на тежките крайцери от типа „Адмирал Хипер“. В състава на системата влизат три командно-далекомерни поста (КДП), два изчислителни поста и куполните далекомери. Носовият КДП е разположен в задната половина на носовата бойна рубка на нивото на ходовия мостик. Основният е разположен на предната кулоподобна надстройка. Кърмовият се намира на кърмовата бойна рубка. Основният КДП се намира на височина 31 м над нивото на морето и в него, според бойното разписание, се намира старшият артилерийски офицер. Всички КДП са снабдени със стереоскопични далекомери. На носовия стои 7,5-м далекомер, на останалите – 10,5-метрови. По проект 10,5-м далекомери имат всички кули на главния калибър. В хода на изпитанията на „Бисмарк“ става ясно, че лещите на далекомера на кулата „Антон“ при висока скорост постоянно са заливани от пръски, което го прави неработоспособен. Аналогични проблеми се наблюдават при „Шарнхорст“ и „Гнейзенау“ по време на атлантическия им рейд. За това на „Бисмарк“, през декември 1940 – януари 1941 г., далекомерът от кула „Антон“ е демонтиран. На „Тирпиц“ това е направено още по време на достройката. Средните 105-мм кули са оборудвани като резервни постове за управление на двете съседни оръдия и имат 6,5-м далекомери.
Всичките три КДП са стабилизирани по трите плоскости. Автоматичната стабилизация се осигурява от жироскопи, възникналите разногласия се компенсират от вертикалните и хоризонталните наводчици. Двата предни поста са снабдени с три визьора за централна наводка ZG (Zielgerat) C/38S. Техните перископи са разположени под калпаци на бронираните покриви. Кърмовият пост има само два визьора. Всички визьори имат максимален сектор на обзора 15°.
В КДП се събират и усредняват данните за дистанцията от всички далекомери или се вземат показанията на радара. Към тях се добавят данните за направлението на целта и нейния курсов ъгъл, след което се изпращат в изчислителния пост. В него се намира целият комплект от оборудване, способен да направи разчетите за 380-мм и 150-мм оръдия. Главният изчислителен пост е разположен под броневата палуба на средната платформа в отсек XV. Кърмовият се разполага в отсек VII и има аналогичен на носовия комплект оборудване, с изключение на изчислителя за стрелба по брегови цели. В носовия КДП едновременно могат да се обработват данните от горния и долния КДП, което позволява те да се използват по различни цели.
Геометричният изчислител подава дистанцията, курса и скоростта на целта. В балистическия изчислител тези данни, с поправката за курса и скоростта на собствения кораб, вятъра, износването на стволовете, се преобразуват в ъглите за насочване и възвишение на оръдията. Нататък в тези данни се внасят поправки на надлъжното и напречното люлеене на кораба, отчетени от намиращите се в съседство помещения с жироскопите. Вертикалното насочване на оръдията може да се включи към системата за дистанционно управление, свързана със системата за управление на артилерийското въоръжение.
Системата за управление на зенитния огън се състои от главен пост и четири КДП. Главният пост е разположен на горната площадка на кулоподобната надстройка. Той е снабден с четири прибора за следене на целта Zeilanweisergerate или ZAG, в които се използват стереоскопи от типа R.40. С тяхна помощ се определя положението на наблюдавания самолет относно кораба. Задачата на централния пост се заключава в откриването и разпределението на целите.
Четирите КДП от типа SL-8 са разположени в сферични калпаци и се защитават от 14-мм броня. Те са стабилизирани в трите плоскости, за което, и заради външния им вид, получават прякора „люлеещите се гърнета“. КДП е снабден с 4-метров нощен стереодалекомер и тежи 40 т. КДП са обозначени като А, В, С и D. Двата първи поста стоят острани на кулоподобната надстройка, още един зад гротмачтата и четвъртият е пред кула „Цезар“. Основният пост за управление на зенитния огън се разполага под броневата палуба на горната палуба в отсек XV. Резервният пост е разположен на средната платформа, в отсек IX.
За управлението на стрелбата през нощта с осветителни снаряди, се използват две визьорни колонки С/38 с разположение на носа и кърмата. На крилата на адмиралския мостик са поставени два нощни 3-м стереодалекомера, които могат да се използват и като резервни при управлението на зенитния огън.
Няма централизирано управление на зенитния огън за 37-мм оръдия. Има осем ръчни далекомера с база 1,25 м, данните от които гласово се предават към командирите на оръдията.
Всички далекомери са произведени от фирмата „Carl Zeis Jena“, КДП – от берлинската „Kreiselgerate GmbH“. Поради подготовката на комплекта КДП за предавания на СССР „Лютцов“ поставянето на такива на „Бисмарк“ върви със задръжки. КДП с 10,5-м далекомери са поставени през ноември 1940 г., а 7,5-м едва през март 1941 г. Със SL-8 работите са още по-зле. В своя атлантически рейд „Бисмарк“ отплава без двата кърмови КДП. В качеството на временно решение на тяхно място са поставени сухопътните Kdo.Ger.40 на фирмата „Цайс“, които са без стабилизация и противоосколъчна защита.
Прожектори
Линкорите са снабдени със седем 150-см бойни прожектора на фирмата „Сименс-Шукерт“. Един е разположен на спонсон на кулоподобната надстройка над адмиралския мостик. Четири са разположени на площадка при комина, при това предните се закриват с подвижни защитни куполи във вид на полусфера. Още два има отсрани на високия кърмов зенитен КДП. Прожекторите имат дистанционно управление от визьорните колонки С/38. Три колонки са разположени при носовия нощен пост за управление на огъня, и още една по бордовете под кърмовия КДП за главния калибър.
Хидроакустично оборудване
За откриване на подводни лодки, надводни кораби и торпеда е поставена хидроакустична шумопеленгаторна система GHG (Gruppenhorhgerat) от типа AN – 301т. Производител на станцията е бременската „Атлас Верке“. В състава на станцията влизат две групи по 62 хидрофона, разположени като подкова в района на 199 – 202 шпангоут по десния и левия борд.
Радиолокатори
При влизането си в строй „Бисмарк“ има три радиодалекомера FuMO 23. За разлика от британците, немците използват радарите като далекомер, а не за засичане на целите. Антените за тези радари са разположени на всеки от трите КДП за главния калибър. Антената „матрачен“ тип има размер 6х3 и се състои от 6 реда по 16 дипола. Радарът с мощност 8 кВт работи на дължина на вълната от 81,5 см с честота на сигнала от 500 Хц. Далечината на действието му е до 25 км, точността за определяне на пеленга е ±3°, на дистанцията – около 70 м.
През пролетта на 1941 г. на „Бисмарк“ е монтирана експерименталната радиолокационна станция за откриване на въздушни цели FuMO 21. Нейната антена във вид на три двойни огънати дипола, се намира под прожекторната площадка на кулоподобната надстройка. Но работите по нея не са завършени до гибелта на кораба.
„Тирпиц“ при влизането си в строй носи на КДП три РЛС FuMO 23. През януари 1942 г. на горния КДП е поставена допълнителна куличка, към предната част на която е закрепена антената на радара FuMO 27, а отгоре на флагщока антената за пасивния детектор за радиолокационно излъчване FuMB 7 „Тимор“.
По време на ремонта пролет – лято 1944 г., радиолокационното въоръжение е обновено. На горния КДП вместо FuMO 23 и FuMO 27 е поставен новият радар FuMO 26. Той има антена с размери 6,6×3,2 м с хоризонтална поляризация, даваща по-голяма точност – 0,25° по пеленга. На фокмачтата е поставена РЛС за засичане на въздушни цели FuMO 30 „Хохентвил-К“. Тя работи на честота 556 МХц (дължина на вълната около 54 см) и има далечина на действие 12 – 20 км. Точността при определянето на дистанцията съставлява ±150 м, на пеленга ±2°. Вместо FuMB 7 са поставени радиопеленгаторите FuMB 4 „Самос“ и FuMB 6 „Палау“. На кърмовия зенитен КДП е монтиран радара FuMO 213 с параболична антена с диаметър 3 м. Той работи на честота 560 МХц и осигурява далечина на засичане на самолет до 40 – 60 км, с точност по пеленга ±1,15°. При това самия КДП се налага да бъде вдигнат с 2 м.

### Бронева и противоторпедна защита
Традиционно за германските линкори „Бисмарк“ получава солидно брониране – общото тегло на бронята на „Бисмарк“ съставлява 18 700 т. В абсолютна стойност бронята е по-голяма само при „Ямато“., а като процент от проектната водоизместимост, с 40%, германският линкор е лидер. Схемата за бронирането е различна спрямо световната практика. След Ютланд болшинството страни, след САЩ, преминават към схемата за брониране „всичко или нищо“, която е оптимална за бой на далечни дистанции, при които най-често поразявани ще бъдат палубите. Според тази схема високият пояс, с еднаква дебелина, се покрива отгоре с дебела бронепалуба, образувайки заедно с траверсите бронирана цитадела. От нея излизат добре бронираните барбети и кули на оръдията на главния калибър и бойните рубки (освен при англичаните, използващи за тях броня със средна дебелина). Останалите части на линкора имат, в най-добрия случай, противоосколъчно брониране.
Обаче германските адмирали планират да воюват в Северно море, където според условията на видимост са по-вероятни средните дистанции на бой. За това при използването от тях схема на брониране явен приоритет има вертикалната защита пред хоризонталната. При това защитата е разпределена на по-голяма площ, отколкото е прието в другите страни.

#### Материал
Всички броневи материали за линкора са доставени от монополиста в тази сфера – концерна на Круп. Повърхностно-усилената броня от времето на Първата световна война, при използването на съвременните здрави снаряди, показва недостатъчна здравина. За това Круп, по поръчка на флота от 1930 г., разработва редица нови материали. С използването на добавки от молибден здравината на бронята е повишена с 25% по сравнение с предишните видове броня.
За дебелите плочи се използва повърхностно-усилената броня КС (Krupp Cementiert). За да се различават по-ранната броня получава обозначението KC a/A, а новата KC n/A. Нататък в текста под названието КС се разбира именно втората. Бронята съдържа 3,78% никел, 2,06% хром, 0,34% въглерод, 0,31% манган и 0,2% молибден. Закаленият слой достига 40 – 50% от дебелината на плочата. Счита се, че по своите характеристики тя само с малко отстъпва на най-добрата броня в света – британската СА.
Поради широкото използване на заваряване старата хомогенна броня KNC (Krupp Non Cementiert) не е подходяща, за това е разработено семейство стомани с марката „Wotan“. Wh (Wotan hart) или „тежка“ е основната и широко се използва за дебелата броня. Wsh (Wotan starrheit) или „с повишена твърдост“ се използва при тънките листове. Ww (Wotan weich) е „лека“ хомогенна броня, която е по-мека и се използва за противоторпедните прегради (ПТП), където е необходима по-голяма еластичност на материала.

#### Вертикална защита
Вертикалното брониране, като цяло, повтаря типа „Шарнхорст“. Разликата се заключава до голяма степен в променената дебелина на някои от плочите и използването на вертикална ПТП вместо наклонена. Цялата броня над 100 мм е направена от КС, останалата – Wh.
Поясът върви по дължина от 32 до 203 шпангоут и се състои от два реда плочи. Долният, главен пояс, има дебелина 320 мм на „Бисмарк“ и 315 на „Тирпиц“ и височина 4,8 м. В долната си, подводна част, след 30% от височината поясът започва да изтънява до 170 мм по долния ръб. Горният ръб на пояса се качва над батарейната палуба със 100 мм. Долната част се спуска до 1600 мм под проектната водолиния. На горния ръб е направена заставка за съединяване с плочите на горния пояс. Горният пояс има дебелина 145 мм и той достига до горната палуба. Този пояс е предназначен за защита от снарядите на крайцери и разрушители.
Плочите на двата пояса са поставени върху тикова подложка с дебелина 60 мм и са захванати към обшивката с броневи болтове с диаметър 70 и 50 мм. Вертикалните краища не са съединени помежду им. В средната част поясът е вертикален, в района на кулите повтаря обводите на корпуса и има видим наклон навън – 17, 10, 7 и 8 – 10 градуса в района на кули „А“, „В“, „С“ и „D“ съответно. Ред листове на обшивката, под пояса, са с различна дебелина – 16 мм в долната и средната части и 18 мм в горната, увеличавайки се до 25 мм в района на кърмовите 150-мм кули.
Зад пояса, на разстояние 5,5 от него, в района на мидъла, върви надлъжната противоосколъчна преграда с дебелина 25 – 30 мм. Нейната долна част, под броневата палуба, се явява главната ПТП и тя се спуска вертикално към IX стрингер. Тя е направена от 45-мм стомана Ww и е закрепена към силовия набор на корпуса с нитове.
Поясът се затваря от траверси по шпангоути 32 и 202,7. Носовата траверса вътре в ПТП има дебелина 145 мм KC между горната и батарейната палуби, 220 мм KC между батарейната палуба и горната платформа и 180 мм KC между горната и средната платформи. Между ПТП и борда траверсът е набран от плочи Wh с дебелина 100 мм. Кърмовата траверса е устроена аналогично, с изключение на това, че участъкът между горната и долната платформа не е брониран, тъй като рулите са защитени от дебелата бронева палуба. По шпангоут 10,5 има допълнителен траверс. Между батарейната палуба и горната палуба той е с дебелина 150 мм, а над и под – с 45 мм дебелина.
Поясът е продължен в краищата на кораба. В носовата част той има дължина 38,5 м и стига до самия форщевен. Неговата височина съставлява 3895 мм, а дебелината 60 мм. В кърмата неговата дебелина съставлява 80 мм, а височината 2100 мм, от които 1500 са под КВЛ. Пояса в краищата е направен от бронята Wh и има планки за нитване с обшивката на борда над и под него. Общото тегло на вертикалната броня, включая противоторпедните прегради, е 8 136 532 кг.

#### Хоризонтално брониране
Хоризонталната защита се състои от две палуби от стомана Wh. Горната палуба върви от шп. 10,5 до шп.224. На по-голямата си площ тя има дебелина от 50 мм. В района на барбетите на 150-мм оръдия нейната дебелина се увеличава до 80 мм. Закрепването на плочите помежду им е направено чрез заваряване. Основното предназначение на тази палуба е активирането на взривателите на бомбите, за да може взрива им да става над главната бронепалуба. Теглото на тази палуба съставлява 2 248 053 кг.
За разлика от типа „Шарнхорст“ главната бронева палуба е разположена малко над водолинията. Над котелно-машинната установка, между ПТП нейната дебелина съставлява 80 мм. Над погребите на ГК тя се увеличава до 95 мм (до 100 мм на „Тирпиц“). От ПТП към борда тази палуба върви със скос под ъгъл 22°. За разлика от британската схема от времето на Първата световна война, скосът не достига до долния ръб на пояса, излизайки към борда на 1000 мм над неговия долен край. Дебелината на скосовете съставлява 110 мм на „Бисмарк“ и 120 мм на „Тирпиц“. Хоризонталната част на палубата се крепи с броневи болтове, а скосовете с плоски нитове. Закрепването към ПТП е заваръчно, за усилване се използват двойни ленти броня с ширина по 300 мм. Общото тегло на тази палуба съставлява 4 293 264 кг.
За защита на димоходите и вентилационните решетки на нивото на главната бронепалуба са поставени бронирани решетки. Вместо набор от пръти, както е на линкорите от Първата световна, те са направени от плочи хомогенна броня с повишена дебелина с продупчени отвори.
На кърмата, под нивото на водолинията, има междинна бронева палуба, прикриваща рулевото управление. Тя е с постоянна дебелина от 110 мм, намира се между шпангоути 10,5 и 32 и има сложна форма. В носовия край главната палуба не е бронирана, но от носовия траверс до 215 шпангоут горната платформа е бронирана с 20-мм листа.

#### Защита на артилерията
Кулите на главния калибър имат формата на сложен многостен – кутии с вертикални стени и скосове на покрива отпред и отстрани. От 14 стени почти всичките са плоски, освен предната и задната стени на кулата, изпълнени във формата на сектори на цилиндър. Челната стена на кулите има дебелина 360 мм, страничните – 220 мм на вертикалните и 150-мм на наклонените листове, на задната стена – 320 мм. Плоската част на покрива има дебелина 130 мм, наклонената част на покрива отпред и отзад има дебелина 180 мм. Подът на кулата извън барбета има дебелина 50 – 150 мм. Всички плочи освен пода, са направени от КС и се закрепват с болтове.
Барбетите над горната палуба имат дебелина 340 мм и с малко слизат под нивото на палубата. Само на „Тирпиц“ участъците на барбета между кулите при диаметралната плоскост изтъняват до 220 мм. Между горната и броневата палуби има втори пръстен броня с дебелина 220 мм. Целият материал е КС.
Кулите на 150-мм оръдия по форма също са многостени и се състоят от 12 плоски плочи и закръглена задна стена. По сравнение с „Шарнхорст“ тяхното брониране е намалено. Челната плоча има дебелина 100 мм, страните са 40 мм, предната плоча на покрива е 15 мм, задната плоча на покрива и пода имат дебелина от 20 мм. Барбетите на кулите са с диаметър 4,95 м и се опират върху броневата палуба. Над главната палуба те са с дебелина 80 мм, под горната палуба са прикрати от пояса и за това имат дебелина 20 мм.
105-мм зенитки са с противоосколъчно брониране. На „Бисмарк“ установките модел С/33 имат 15 мм чело и 10 мм бордове и основа. На „Тирпиц“ стоят зенитки модел С/37, при които челото има дебелина 20 мм, бордът е 10 мм, а тилната част и основата са 8 мм. Целият материал е Wh, с изключение на челните плочи на 150-мм оръдия, направени от КС.

#### Рубки и постове за управление
Носовата рубка е двуетажна и има формата на овал със срязана предна стена. Стените на рубката са направени от пет плочи КС с дебелина 350 мм. Покривът има сложна форма заради разполагането на перископите и визьорите за управление на огъня. Дебелината на покрива е 200 мм. Подът има дебелина 70 мм. Комуникационната тръба с диаметър 1 м има стени с дебелина 220 мм. Кърмовата бойна рубка е едноетажна с почти правоъгълна форма. Стените са с дебелина 150 мм, подът и покривът са 50 мм. Комуникационната тръба, с диаметър 0,8 м, има дебелина на стените от 50 мм.
Постовете за управление на огъня имат достатъчно мощно брониране. Командно-далекомерният пост (КДП) на носовата бойна рубка има 120-мм стени, 100-мм покрив и 50-мм под. КДП на надстройката се защитава от 30-мм стени и 20-мм покрив и под. Постът за управление под него е защитен с 60-мм стени и 20-мм под и покрив. КДП на кърмовата рубка има 100-мм стени, 50-мм покрив и 30-мм под.
Освен това, леко противоосколъчно брониране от листове стомана Wh или Whs, с дебелина от 10 до 20 мм, имат някои помещения в носовата надстройка и куполът на стабилизираните постове за управление на зенитния огън.

#### Конструктивна подводна защита
Противоторпедната защита (ПТЗ) е разчетена за защита от подводен взрив на 250-кг заряд тринитротолулол на дълбочина от половината проектно газене. Тя прикрива погребите на кулите на главния калибър, котелните и машинните отделения. Конструкцията на ПТЗ се основава на пълномащабните изпитания със стария броненосец „Пронесен“. Според резултатите от тези изпитания зад главната противоторпедна преграда е разположена т.нар. филтрационна камера – кухина ограничена от още една водонепроницаема преграда. Задачата на тази камера е да локализира течовете от главната ПТП. Самата кухина е решено да се използва като тунел за преминаване на кабелите. Но поради увеличението над планираното на габаритите на котлите и машините на кораба, допълнителната преграда не е направена по цялата височина. Тя се спуска само до половината височина на котелните и машинни отделения. Нейната липса в долната част снижава устойчивостта на ПТЗ и води до наводняването на котелното отделение на „Бисмарк“ при попадeнието на 356-мм снаряд при боя в Датския прилив.
Конструкцията на ПТЗ от борда до главната ПТП е конструктивно подобна на използваната в германските дредноути от Първата световна война. Този обем е разделен от външната ПТП на две кухини. Разстоянието от обшивката на борда до тази ПТП при мидъла е 2347 мм. Първата кухина на ПТЗ е камера за разширение, задачата на която е да гаси налягането на газообразните продукти от взрива на колкото се може по-голяма площ. Вторият обем представлява камера за поглъщане, гасяща енергията на взрива. За разликата от дредноутите, на „Бисмарк“ няма въглища, и енергията на взрива се гаси от хидравличното съпротивление на нефта, намиращ се в този отсек. За ефективната работа на тази камера цистерните трябва да са запълнени на 70 – 75%. По-малката величина намалява съпротивлението, по-голямата води към риск от хидравличен удар по главната ПТП. Остатъчната енергия на взрива се поема от главната ПТП, имаща дебелина 45 мм и направена от меката броня Ww. Дълбочината на ПТЗ е различна по дължина. В района на машинно-котелните отделения тя съставлява 5,5 м. В района на погребите на крайните кули „А“ и „D“ тя е най-малка – 3,05 м. При издигнатите кули тя е малко по-голяма – 3,51 м при кула „В“ и 3,35 м при кула „С“. По-малката дълбочина на ПТЗ в района на погребите се компенсира с разположените помещения между ПТП и погреба. Тяхната ширина съставлява около 2,4 м.

#### Устойчивост
Противоторпедната защита се допълва от доброто разделение на водонепроницаемите отсеци. Напречни прегради делят корпуса на 22 водонепроницаеми отсека. Машинните и котелните отделения се делят от допълнителни надлъжни прегради на 3 водонепроницаеми отсека (отсек X за бордовите турбини само на две от преграда по диаметралната плоскост). Редица от отсеците, особено в краищата на кораба, допълнително се делят от водонепроницаеми прегради на по-малки. В крайна сметка на долната платформа има около 200 изолирани помещения, а на горната платформа – над 250. В съчетание с прекрасно организираната борба за живучест на кораба това прави германските линкори извънредно устойчиви към подводни повреди. Не е удивително, че независимо от множеството повреди, в т.ч. от торпеда, „Бисмарк“ до последно се държи на равен кил. Не на последно място това е свързано и с добрия запас устойчивост. Благодарение на голямото тегло на корпусните конструкции се увеличава метацентричната височина – при водоизместимост 40 200 т тя съставлява 3,6 м, а при пълна бойна от 53 200 т достига 4,4 м. Диапазонът устойчивост наистина е по-малък, отколкото при чуждестранните аналози – ъгълът на максимална устойчивост е 35°, а на нулева – 53° при водоизместимост 40 200 т, а при пълна бойна съставлява 31° и 65° съответно. Това е свързано основно с това, че височината на борда е направена неголяма, което в резултат води до доста скромно съотношение на дължината на корпуса към височината на борда – 16,7 към 1.

### Енергетична установка
В качеството на главна енергетична установка линкорите от типа „Бисмарк“ получават турбозъбчата тривална установка на пара с високи параметри. От средата на 1920-те години немците разработват няколко типа правоточни високонапорни котела с работно налягане до 100 атм. В котела с естествена циркулация водата прави няколко оборота по контура на циркулация. Във високонапорния котел изпарението става в един цикъл. Под налягането на помпа водата преминава през икономайзерната, изпарителната и прегряващата секции на тръбичките, превръщайки се в пара с нужните параметри.
Котли
На линкорите от типа „Бисмарк“ стоят 12 високонапорни водотръбни котел „Вагнер“, разположени в шест котелни отделения един срещу друг. Котелните отделения, в две групи по три, са разположени в XI и XIII отсеци. Между тях в отсек XII е разположено спомагателното оборудване и постовете за управление. Котлите могат да се пускат от студено състояние в работа за 20 минути и имат достатъчно широк диапазон на регулировка. За поддържането на крайцерска скорост от 19 – 21 възела се задействат само по два котела на вал. Всички котли се пускат само при скорости започвайки от 27 възела. За по-голяма живучест котлите могат да се включват към общата система в различни комбинации.
Котлите за „Бисмарк“ са произведени от фирмата „Блом унд Фос“, а за „Тирпиц“ от корабостроителницата във Вилхелмсхафен и концерна „Дешимаг“. Максимално допустимото налягане на котела е 68 кг/см². При работно налягане от 58 кг/см² температурата на прегрятата пара съставлява 450°С, а паропроизводителността е 50 т/ч. Работното тегло на един котел е 52,8 т, в т.ч. водата в него, която е 4,85 т. Работната площ на котела е 320 м², на паропрегревателя 120 м², вместимостта за нагряване на въздуха е с обем 144 м³ и площ на нагряване 685 м². Циркулацията на водата е естествена. Общият КПД на котлите достига 80%.
Всеки котел има по три колектора, паропрегревател, хоризонтален предварителен нагревател въздушен тип, но няма икономайзер. Водата и нефта се подгряват от изходящата пара. В тялото на котела има разположени два ротационни нефтени инжектора. Постъпващият въздух се подгрява от изгорелите газове, а водата от пара. Поради неголемия обем вода за котела трябва бързо да се променя съотношението на постъпващата вода, въздух и нефт. За това на котела има автоматична система за управление от фирмата „Аскания“.
Като цяло системата се оказва много капризна и ненадеждна за експлоатация и сложна за настройване. Тя е взискателна към чистотата на изходящите продукти и даже с използването на специална система за очистване накипът бързо забива тънките тръбички със сложна форма.
За захранване на спомагателните механизми на долната платформа пред централното котелно отделение от носовата група е поставен специален спомагателен котел.
Турбозъбчати агрегати
Тривалната установка не е характерна за линейните кораби на другите страни, но немците, от времето на Първата световна война, отдават предпочитание именно на нея. Бордовите турбозъбчати агрегати (ТЗА) са веднага след котелните отделения, а централният е преместен нататък към кърмата. За „Бисмарк“ ТЗА са произведени от фирмата строител и те са почти аналогични на поставените на „Адмирале Хипер“. За „Тирпиц“ те са произведени от швейцарската „Браун-Бовери“ и са с различна конструкция.
Зъбният редуктор е едностепенен. Турбоагрегатът е много сложен и голям – на „Бисмарк“ има цели пет турбини. Три турбини за предния ход (високо, средно и ниско налягане, съответно ТВН, ТСН и ТНН); и две турбини за задния ход, средно и ниско налягане. Всички турбини са тип Къртис – реактивен тип. На „Тирпиц“ е добавена и турбина за крайцерския ход. Крайцерската и турбините високо налягане са активно-реактивен тип, останалите – реактивен.
На „Тирпиц“ в комплекта турбини е включена още и турбина за преден ход с номинална честота на въртене 4130 об/мин. Тя е присъединена към ТВН.
Максималната проектна мощност към валовете за всеки агрегат съставлява 46 000 к.с. (34,3 МВт) при скорост на втртене на вала 250 об /мин. Сумарната мощност от 138 000 к.с.(102,91 МВт), според разчетите, е достатъчна за достигането на скорост от 29 възела. Разходът на гориво при мощност от 138 000 к.с. (102,91 МВт) съставлява 0,325 кг/к.с. за час. Потреблението на пара е около 5 кг/к.с. за час.
Винтовете са трилопастни, от манганов бронз, с диаметър 4,7 м. Гледайки от кърмата към носа левият и средният винтове се въртят срещу часовниковата стрелка, а десният – по нея.
На изпитанията „Бисмарк“, при водоизместимост 41 700 т, показва средна продължителна скорост от 30,12 възела при мощност 150 170 к.с. (111,98 МВт) и 265 об/мин. Максималната скорост на мерна миля е 31 възела. „Тирпиц“, при водоизместимост 43 200 т, показва скорост 30,81 възела при мощност от 163 000 к.с. (121,55 МВт) и 278 об/мин, а при 138 000 к.с. (102,91 МВт) – 29 възела.
Електрооборудване
За осигуряване на потребителите с електрически ток има четири главни електростанции. На долната платформа в отсек VIII по десния и левия бордове са разположени отделенията на генератори номера 1 и 2, с по четири дизел-генератора с мощност 500 кВт. Четири от тях са резервни. В отсек XIV, също побордно, се намират отделенията на генератори номера 3 и 4. В тях сумарно стоят шест турбогенератора – пет по 690 кВт и един 460 кВт. Основните потребители се захранват с постоянен ток с напрежение 220 В. Нормалното натоварване в мрежата съставлява 3910 кВт.
Много оборудване се захранва от мрежата с променлив ток. В отсек VII, по десния борд се намира отделен дизел генератор с 6 цилиндров дизел с мощност 460 к.с. (343 кВт) (кратковременно получасова 550 к.с./410 кВт). Допълнително към 460-кВт турбогенератор може да се включва преобразувател за променлив ток с мощност 400 кВт.
В отсек IX, по бордовете са разположени главните разпределителни табла номера 1 и 2.
Далечина на плаване
Извлекаемият запас нефт е 7400 т за „Бисмарк“ и 7780 т за „Тирпиц“. Максималният запас при това съставлява 8297 т, но част от него е невъзможно да се изпомпа. Според проектните разчети далечината трябва да съставлява 14 000 мили на 15-възлов ход, но тя съответства на благоприятните условия на мирното време. Но след като разходът за спомагателните механизми е преизчислен за военната действителност разчетната далечина се намалява наполовина – до 7000 мили на 15 възела. От резултатите на експлоатацията съществуват две оценки за далечината на „Бисмарк“ – първата: 8600 мили на 15 възела, 8150 на 21, 5200 на 27 и 3750 мили на 30 възела и втора: 9280 мили на 16 възела, 8525 мили на 19 възела, 6640 мили на 24 възела, 4500 мили на 28 възела.

## Маскировка

### „Бисмарк“
Към момента на влизането си в строй „Бисмарк“ има стандартна разкраска. Корпусът над водолинията е боядисан в тъмносив цвят, надстройките – в светлосив, козирките на комините в черно, водолинията е тъмносива, а подводната част на корпуса в червен цвят. Горната палуба има естествения цвят на дървеното си покритие, а палубите на надстройките са покрити със светлокафяв линолеум.
През март 1941 г. линкорът получава камуфлажна окраска. Краищата са затъмнени, по тях са нанесени фалшиви носови и кърмови вълни, което трябва да създава лъжливо впечатление за габаритите, скоростта и посоката за движение на кораба. На надстройките са нанесени чернобели зигзагообразни черти, с цел да се затруднява определянето на дистанцията с помощта на оптически далекомери. За опознаване от въздуха от собствените самолети на горната палуба в носовата и кърмовата части са нанесени черни свастики в бели кръгове на фона на червени ленти. Със същата цел покривите на кулите на главния и средния калибър са боядисани в червено.
През май 1941 г. чертите на надстройките са покрити с бяло. Преди излизането му в атлантическия рейд целият камуфлаж е боядисан, с изключение на фалшивата носова вълна. Сутринта на 26 май е издадена заповед да се боядисат покривите на кулите в жълт цвят, но не е известно точно дали това е направено.

### „Тирпиц“
За маскирането му срещу английските въздушни нападения, при построяването си, „Тирпиц“ в края на 1940 г. е камуфлиран като бараки и портови съоръжения. При влизането си в строй има стандартна оцветка – тъмносив корпус, светлосиви надстройки и кули. През юли 1941 г. покривите на кулите на главния калибър, техните оръдейни стволове и козирките на комините са боядисани в тъмно. През декември 1941 г. на кулите на главния калибър е върната светлосивата окраска.
При престоя му в Норвегия, през февруари 1942 г. краищата са боядисани в тъмен цвят. През май 1942 г. надстройките и кулите частично получават зелен камуфлаж. През юни, при стоянката му във фиорда оцветяването му придобива още повече от елементите на обкръжаващата среда. Надстройките и кулите получават камуфлаж с преобладаването на зеления цвят. Краищата са в светлосив цвят. Десният борд е камуфлиран с използването на зелено и кяфяво. Левият борд, който при „Тирпиц“ е обърнат към брега, не е пребоядисван.
Преди операцията против PQ-17 и през юли 1942 г. линкорът получава окраска за действия в северните ширини. Краищата имат светлосив цвят, а средната част на кораба е боядисана на светлосиви и тъмносиви черти. През септември 1942, юли 1943 и март 1944 г. камуфлажът се променя с малко, но общата схема си остава същата.
През юли 1944 г. схемата е променена. Тъмносиви стават корпуса, долната част на надстройките и долните кули. Сиви са боядисани издигнатите кули и останалата надстройка. Върхът на носовата надстройка и далекомерът са боядисани в бяло. Тази схема на камуфлаж се използва до гибелта на кораба.

## Модернизации

### „Бисмарк“
При влизането в строй на „Бисмарк“ липсват трите главни далекомера на КДП и четирите кърмови 105-мм зенитки. В периода октомври – ноември 1940 г. са поставени горният и кърмовият далекомери. Тогава са получени и останалите зенитки от новия модел LC/37.
При изпитанията се проявяват редица недостатъци, които се отсраняват в Хамбург в периода декември 1940 – януари 1941 г. За това време са изпълнени следните работи: с кула „Антон“ е снет 10,5-метровия далекомер, вентилационните отверстия в барбета на кула „Бруно“ са намалени и получават защитата от пръските, гърловината на кърмовия вентилатор по левия борд е обърната към кърмата, двата големи вентилационни люка в машинните отделения, разположени от двете страни на надстройката получават защитаващ от пръските кожух, подобните пространства между катапулта и крановете са закрити до 1/3 от височината, от двете страни на катапултния блок са поставени работни мостици.
През март 1941 г. е монтиран носовият 7-метров далекомер. В края на април на прожекторната площадка на носовата надстройка двата единични 20-мм автомата са заменени с четирицевните „фирлинги“. Броят на 20-мм автомати достига 18.

### „Тирпиц“
На „Тирпиц“ далекомерът от кула „Антон“ е свален още при построяването. Всички зенитни директори имат полусферични калпаци. Скоро след влизането в строй линкорът получава съединителна платформа между фокмачтата и комина.
През юли 1941 г. на носовата надстройка, пред ходовия мостик, са поставени четири допълнителни 20-мм автомата. През септември 1941 г. са поставени торпедните апарати и четири „фирлинга“. Два от тях стоят на прожекторната площадка на носовата надстройка, а два между зенитните КДП „С“ и „D“. Всичко броят на 20-мм автомати се увеличава до 30 ствола – 4 четворни и 14 единични.
Зимата на 1941 – 1942 г. на горното КДП е поставен радарът FuMO 27. На далекомерите на адмиралския мостик са поставени защитни калпаци. Единичните 20-мм автомати на площадката на комина са заменен с „фирлинги“.
През май 1942 г. четирите единични 20-мм автомата пред мостика са пренесени на кърмовата надстройка, а на тяхно място е поставен четиристволен 20-мм автомат. Още един „фирлинг“ е поставен на оградена площадка на покрива на кула „Бруно“. Общият брой на 20-мм стволове достига 44 – осем фирлинга и 12 единични.
Към март 1943 г. двете единични 20-мм установки на горната палуба при кула „Дора“ са пренесени нататък към кърмата, а на тяхно място са поставени два „фирлинга“. Към лятото на 1944 г. „Тирпиц“ носи 78 20-мм автомата, от тях 18 „фирлинга“. Според някои данни техният брой достига 80 – 16 четворни и 16 единични.
За разполагането на допълнителните автомати се налага да се свалят прожекторите на площадката при комина. Самолетите са фактически ненужни, за това от трите хангара е оставен само един едноместен. Примерно по това време на зенитния пост „С“ е поставен радара FuMO 213, но към момента на гибел той вече е свален.

## Представители на проекта
| Название             | Название в периода на строеж                     | Корабостроителница              | Дата на залагане | Дата спускане на вода | Дата на влизане в състава на флота | Дата на изваждане от състава на флота/гибел | Съдба |
| -------------------- | ------------------------------------------------ | ------------------------------- | ---------------- | --------------------- | ---------------------------------- | ------------------------------------------- | --- |
| Бисмарк („Bismarck“) | Schlachtschiffe „F“, „Ersatz Hannover“           | Blohm + Voss, Хамбург           | 1.7.1936         | 14.2.1939             | 24.8.1940                          | 27.5.1941                                   | Загива в бой с британските ЛК „Rodney“ и „King George V“ и КРТ „Dorsetshire“ на 400 мили от Брест.              |
| Тирпиц („Tirpitz“)   | Schlachtschiffe „G“, „Ersatz Schleswig Holstein“ | Kriegsmarinewerft Wilhelmshaven | 2.11.1936        | 1.4.1939              | 25.2.1941                          | 12.11.1944                                  | Потопен от британски бомбардировачи „Ланкастър“ с използването на свръхтежките бомби „Tallboy“ в Тромсьо-фиорд. |

## История на службата

### „Бисмарк“
До началото на месец май 1941 г. „Бисмарк“ преминава курса по бойна подготовка в Балтика. През май „Бисмарк“ и тежкият крайцер „Принц Ойген“ са отделени за провеждането на операция „Рейнбург“ против британското корабоплаване в Северния Атлантик. На 19 май корабите отплават от Хотенхафен (Гдиня). В Категат те са засечени от шведския крайцер „Готланд“. Независимо от неутралитета на Швеция информацията попада при британското военноморско аташе. А на 21 май, по време на престоя си в Корс-фиорде близо до Берген те са засечени от британското разузнаване. Флота на метрополията започва своя операция за прехващането на германските рейдери. На 23 май крайцерите „Съфолк“ и „Норфолк“ откриват германското съединение в Датския залив и насочват към него линейния крайцер „HMS Hood“ и линкора „HMS Prince of Wales“. В завързалото се в утрото на 24 май скоротечно сражение „Худ“ получава няколко попадения от 380-мм снаряди на „Бисмарк“, взривява се и потъва. „Принц оф Уелс“ след непродължителна престрелка излиза от боя, постигайки три попадания с 356-мм си снаряди в „Бисмарк“. Един от снарядите пробива носовата цистерна за гориво. Лютиенс решава да раздели корабите. „Принц Ойген“ продължава рейда, а „Бисмарк“ поема към Брест. Вечерта на 24 май „Бисмарк“ има непродължителна престрелка с „Принс оф Уелс“, а по-късно е атакуван от 9 торпедоносеца „Суордфиш“ от самолетоносача „Викториъс“. Те постигат едно попадение, но то видимо уцелва пояса и не предизвиква сериозни повреди.
През нощта на 25 май британският флот „губи“ „Бисмарк“ и го открива едва в утрото на следващия ден. Корабите вече не успяват да го прехванат и в атака, вечерта на 26 май, са хвърлени 15 „Суордфиша“ от самолетоносача „HMS Ark Royal“. „Бисмарк“ получава две попадения, едното от които изважда от строй рулевия механизъм. Корабът снижава ход. Нощната атака на четири британски и един полски разрушителя е безуспешна. Сутринта на 27 май „Бисмарк“ е открит от главните сили на адмирал Тови – линейните кораби „HMS Rodney“ и „HMS King George V“. По време на боя „Бисмарк“ е слабо управляем и не може да окаже достойна съпротива. Получавайки значителен брой попадения от 406-мм и 356-мм снаряди, той се лишава от ход и артилерия. Довършен е с торпедата на тежкия крайцер „HMS Dorsetshire“ и потъва на 300 мили от Брест в точката с координати 48°10′00″ с. ш. 16°12′00″ з. д. / 48.166667° с. ш. 16.2° з. д.. Спасени са едва 115 души. Сред загиналите 2290 члена на екипажа са адмирал Лютиенс и командирът на кораба Линдеман. Корпусът на кораба, през 1988 г., е открит от експедиция на Балард на дълбочина 4500 м.

### „Тирпиц“
„Тирпиц“ преминава до края на 1941 г. курса по бойната си подготовка. За времето на подготовката, временно през септември 1941 г., е включен в състава на Балтийския флот. Действа в района на Оландските острови, прикривайки пътищата за възможен пробив на съветския Балтийски флот към неутрална Швеция. Норвегия е обявена от Хитлер за „зона на съдбата“, и за това на 14 януари 1942 г. „Тирпиц“ и „джобния линкор“ „Адмирал Шеер“ са преведени в Тронхайм. Цялата си последваща служба линкорът продължава в норвежки води. Негова основна задача става да пречи на преминаването на арктическите конвои на съюзниците.
От 5 до 9 март „Тирпиц“ с три разрушителя участва в операцията „Спортпаласт“ – издирване и унищожаване на конвоите PQ-12 и QP-8 в Норвежко море. Конвоят не е открит, потопен е само изостаналият от конвоя съветски параход „Ижора“. При връщането си в Нарвик ескадрата е атакувана от 12 торпедоносеца „Албакор“ на самолетоносача „HMS Victorious“. Атаката е безрезултатна.
На 2 юли „Тирпиц“ излиза в морето в рамките на операцията „Роселспрунг“ (Ход на коня) против конвоя PQ-17. Заедно с „Тирпиц“ от Тронхайм към Вест фиорд отплава и тежкият крайцер „Адмирал Хипер“. Тук към тях се присъединяват „Адмирал Шеер“ и 6 разрушителя. Вечерта на 4 юли германските кораби излизат в морето. През деня на 5 юли „Тирпиц“ е атакуван от съветската подводница К-21, но четирите изстреляни от нея торпеда не попадат в целта. Лодката съобщава за излизането на линкора в морето. Германската ескадра също е забелязана вечерта на същия ден от подводницата „Unshaken“ и самолета разузнавач ДБ-Зф. Британците приемат решение да разпуснат конвоя и съдовете на PQ-17 си пробиват път до Мурманск и Архангелск самостоятелно. Германските кораби, след известието за това, се връщат в Алта фиорд. Подводните лодки и авиацията нанасят на конвоя PQ-17 тежки загуби: потопени са 22 от 35 съда и два спомагателни съда на флота – това са едни от най-тежките загуби за съюзниците при провеждането на конвои за цялата война.
Зимата на 1942/1943 г. „Тирпиц“ преминава текущ ремонт в Тронхеймс фиорд. В Норвегия няма док, способен да помести линкора, и за това, за работата по подводната част на корпуса, се използват кесони. През март 1943 г. линкорът се връща в Ко фиорд. Съюзниците прекратяват движението на конвоите и „Тирпиц“ за дълго време остава в бездействие. От 6 до 9 септември „Тирпиц“ заедно с линкора „Шарнхорст“, „джобния“ линкор „Лютцов“ и 11 разрушителя участва в операцията „Цитронела“. Сутринта на 8 септември е обстрелян Баренцбург на Шпицберген и е стоварен десант.
Помнейки за проблемите, създадени от „Бисмарк“, съюзниците се опасяват от присъствието на съвременния линкор във водите на Норвегия и за неговата неутрализация са проведени ред операции. На 22 септември 1943 г. линкорът, стоящ в Ко фиорде, е атакуван от свръхмалки подводници. Две от тях, Х-6 и Х-7, съумяват да поставят под дъното на „Тирпиц“ заряди. Тяхната детонация предизвиква многобройни пробойни, огънати са валопроводите му, кулите на главния калибър са изместени от погоните им и заклинват. Ремонтът се провежда на място и е завършен едва към март 1944 г. На 3 април 1944 г. британците провеждат операцията „Тангстен“, нанасяйки удар с палубната авиация на самолетоносачите „HMS Victorious“, „HMS Furious“, „Emperor“, „Searcher“, „Pursuer“, „Fencer“. В атаката участват 40 „Баракуди“, 21 „Корсар“, 20 „Хелкета“ и 40 „Уайлдкета“. В резултат на 14 попадения с 454-кг и 721-кг авиобомби линкорът получава сериозни повреди по корпуса и надстройките. Загубите сред екипажа съставят 122 убити и 316 ранени. Загубите на атакуващите са минимални – с ответния огън са свалени 4 самолета.
В периода от 26 април до 1 август 1944 г. британците предприемат още няколко атаки със самолетоносачи, завършили неудачно. На 24 август 1944 г. от самолетоносачите „Indefatigable“, „Formidable“, „Furious“, „Nabob“, „Trumpeter“ излитат 33 „Баракуди“, 24 „Корсара“, 10 „Хелкета“ и 10 „Файърфлай“. В резултат на атаката „Тирпиц“ получава две бомбови попадения. Една от бомбите пробива броневата палуба, но не се взривява.
Поради невъзможността да се използват торпеда атаките на палубните самолети са нискоефективни. Дебелата бронирана палуба добре удържа разривите на бомбите, които могат да носят палубните самолети. За това британците решават да използват свръхтежките 5,5-тонни бомби „Толбой“. На 15 септември 1944 г. от аеродрум близо до Архангелск излитат 27 въоръжени с тях четиримоторни „Ланкастъра“ на Кралските ВВС (КВВС) (ескадрили № 9 и № 617) и атакуват „Тирпиц“ в Ко фиорде (операция „Параван“). Атаката е с ограничен успех – само една бомба попада в носовата част на линкора, окончателно изваждайки го от строй – ремонтът вече е възможен само в заводски условия. На 17 октомври „Тирпиц“ преминава в Тромсьо, развивайки при прехода скорост от неповече от 8 възела. Тук той е поставен на плитчина. Но и това не го спасява. На 12 ноември 1944 г. по време на операцията „Катахезис“ 32 „Ланкастъра“ от състава на 9-а и 617-а ескадрили на КВВС извършват повторно нападение с „Толбой“. Те постигат две преки попадения и няколко близки разрива. „Тирпиц“ се преобръща и потъва. От състава на екипажа загиват 902 души. В течение на 1948 – 1957 г. корпусът на линкора е разкомплектован за метал.

## Оценка на проекта
Линкорите от типа „Бисмарк“ стават еволюционно развитие на предходните от типа „Шарнхорст“, наследявайки от него принципите на защита и средната артилерия от два калибра. Проектирани за бой на средни дистанции в условията на лошата видимост в Северно море, тези линкори по редица параметри силно се отличават от съвременниците им от другите страни.
И по дяла водоизместимост, отделена за бронирането, и по неговата абсолютна маса, „Бисмарк“ се намира на лидерско място сред пост-вашингтонските линкори. Но и самото разпределение на бронята е оригинално и оценката за него сред специалистите е много нееднозначна, до диаметрално противоположни мнения. В разрез с общата световна практика, тези линкори са защитени не по принципа „всичко или нищо“, а по схема, сходна със схемата на брониране на дредноутите от периода на Първата световна война. На първо място това е направено поради оптимизацията им за бой на средни дистанции, поради което те понякога са наричани „линкорите на лошото време“.
Главният брониран пояс е доста тънък – само 320 мм, обаче зад него е разположен скос с дебелина 110 мм. На „Тирпиц“ поясът е малко по-тънък – 315 мм, за сметка на това скосовете са с дебелина 120-мм. Това дава в района на водолинията защита, еквивалентна на 600 – 700 мм. За това с настилен огън да се поразят жизненоважните части на корпуса е практически невъзможно. Това не успяват да направят и „Родни“ с „Кинг Джордж V“, стреляйки в „Бисмарк“ от упор на разстояние 4 – 5 км, това не би могъл да направи на реалните дистанции на бой и японският „Ямато“ с неговите 460-мм оръдия.
Такава схема обладава и недостатък. Броневата палуба прикрива само машинно-котелната установка. Поясът макар и да прикрива цялата височина на борда, по неговия горен слой е с дебелина само от 145 мм. Това е достатъчно за защита от огъня на крайцерите, но е недостатъчно за защита от огъня на линкорите. Целият обем вътре в корпуса над броневата палуба фактически е даден за разтерзание от снарядите на линкорите на противника. В последния си бой при „Бисмарк“ това води до невъзможност за преместване по кораба, тъй като над бронепалубата бушуват пожари, а под нея движението се препятства от водонепроницаемите прегради. Това дава повод на Антъни Престън да включи „Бисмарк“ в своята книга „Най-лошите кораби“. При тази схема няма и защита от гмуркащите се снаряди. Както отбелязва Чаусов в своя анализ на поствашингтонските линкори, фактически линкорите от типа „Бисмарк“ е планирано да се използват в качеството на рейдери, за които боя на близка дистанция с равноценен противник е противопоказан. При опит да се избяга от такъв противник голяма важност придобива защитата от огъня на далечни дистанции, която „Бисмарк“ няма. От друга страна, в двете реални сражения с участието на „Бисмарк“ противникът бързо се сближава с него, за това според резултите от тези битки може да се каже, че немците се оказват прави в оценките си за дистанциите на боя и избора на схема за брониране.
Защитата на корпуса по краищата с пояс броня със средна дебелина се оценява положително. Първо, тя защитава от огъня на разрушителите, а при удачно стечение на обстоятелствата – и на крайцери. Второ, по опита на Втората световна война поясът на това място дава защитата от осколките на бомбите при близки разриви във водата. Неслучайно британците в своя последен линкор, построен с оглед на опита от Втората световна война – „Вангард“, също поставят пояс в краищата, изоставяйки чистата схема „всичко или нищо“.
Бронирането на кулите и барбетите е средно. Американците и французите защитават своите оръдия на главния калибър с броня с много по-голяма дебелина. Нееднозначна оценка предизвиква и доста дебелото брониране на постовете за управление на огъня и надстройките. Да се осигурява защитата им даже от снарядите на крайцери е просто нереално и брониране над противоосколъчното може да се разглежда като прекомерно. Според резултатите от последния бой макар защитата на жизненоважните части на „Бисмарк“ и да устоява до последно, британците в течение на първите 20 минути от боя изваждат от строя неговата главна артилерия и системи за управление на огъня.
Противоторпедната защита, разчетена да противостои на подводен взрив от 250 кг ТНТ, по мерките на Втората световна война вече се счита за недостатъчна, обаче тя се допълва от развитите средства и прекрасната организация на борбата за живучест. За това и независимо от многобройните повреди, „Бисмарк“ до последно съхранява вертикалното си положение.
Отрано опирайки се за превишаване на лимитите във водоизместимостта на Вашингтонския договор, немците избират за своите линкори разполагане на оръдията на главния калибър в четири двуоръдейни кули по линейно-терасовидната схема. Единственият явен недостатък на тази схема е теглото. Останалите страни се опитват да се вместят в пределите на договорните ограничения и избират разполагане на оръдията в три- и четириоръдейни кули, които позволяват да се икономисва тегло както от самите кули, така и тяхната защита. Немците съзнателно избират неговото увеличение, считайки, че такава схема се явява оптимална, от гледна точки управлението на стрелбата, дава по-добро разпределение на огъня по краищата и добра живучест. Самото 380-мм оръдие е изпълнено по схемата „лек снаряд – висока начална скорост“. Благодарение на това то има по-оптималната за бой на средна дистанция настилна траектория и добра пробиваемост на вертикална броня, обаче такава траектория води до по-лоши показатели в пробиваемостта на палубите при далечна дистанция на боя.
Нееднозначни са оценките за разделението на средния калибър на 150-мм неуниверсален и 105-мм зенитен. Американците и британците предпочитат универсалните оръдия. Немците напълно обосновано считат, че техните линкори ще трябва да водят бой с многочислените крайцери и разрушители на противника, за което е необходимо оръдие с калибър не по-малък от 150 мм, изпълнението на което като универсално към онова време е технически прекалено сложно. Допълнителен недостатък е използването на обща система за управление на стрелбата за 380-мм и 150-мм оръдия. Въпреки това френските 152-мм оръдия трудно могат да се наречат универсални, британските 133-мм, поради редицата им недостатъци, не са ефективни при отразяването на авиационните атаки, а италианският „Литорио“ има най-малкия зенитен калибър. За това към момента на влизането си в строй „Бисмарк“ и „Тирпиц“ имат най-добрата зенитна батарея сред европейските линкори.
Германските линкори получават най-съвършеното радиолокационно оборудване и на „Тирпиц“, към момента на гибелта му, то е най-доброто сред корабите на Кригсмарине. Но както по количество, така и по качеството на радарите то съществено отстъпва на поставеното върху линкорите на съюзниците. Не на последно място това е свързано с отказа на немците от разработката на РЛС в сантиметровия диапазон.
Благодарение на „атлантическия“ форщевен мореходността им се оценява доста високо. Дулин и Гарцке считат, че „Бисмарк“ превъзхожда най-добрия по този показател – американския линкор „Айова“, а сред британските линкори, възможно, отстъпва само на „Вангард“, достроен вече след войната.
Не сработва залогът на немците на високонапорните котли. Макар на теория те да осигуряват голям КПД и като резултат и по-голяма далечина на плаване, на практика далечината на линкорите не е блестяща, поради разхода на пара за спомагателните механизми. Разчетените за продължителен режим на работа в един режим, котлите „Вагнер“ се показват като много капризни, ненадеждни в работата си и сложни за настройка.
Като извод може да се каже, че на немците се удава да създадат линкори, съответстващи на предявените към тях изисквания, на нивото на другите европейски образци. Но няма нищо особено, изпъкващо в техните характеристики, оправдаващо такава водоизместимост. Сред европейските линкори те са построени с максималното надвишаване на лимита по водоизместимост на Вашингтонското съглашение, но това може да бъде използвано и по-рационално. Основният проблем на германските линкори е тяхната малка численост. Построени за противостоене на френските линкори, те се оказват фактически изправени пред лицето на по-силен противник в лицето на британския флот, към когото след това се присъединява още и американския. В тази ситуация немците се опитват да използват „Бисмарк“ в несвойствената му роля на рейдер и го губят. „Тирпиц“, намирайки се в Норвегия, действа в съответствие с концепцията „Fleet in being“, което е единствения възможен способ за използване на германските линкори.
| Сравнителни ТТХ на линкорите постройка 1930—1940-те г. |                  |                                                          |                      |                                      |                                 |                                 |                                 |
| характеристики                                         | „Норт Каролина“  | „Саут Дакота“                                            | „Кинг Джордж V“      | „Шарнхорст“                          | „Бисмарк“                       | „Литорио“                       | „Ришельо“                       |
| Страна                                                 |                  |                                                          |                      | Германска империя (1933 – 1945)      | Германска империя (1933 – 1945) |                                 |                                 |
| Водоизместимост, стандартна/пълна, т                   | 37 486/44 379    | 37 970/44 519                                            | 36 727/42 076        | 31 053/37 224                        | 41 700/50 900                   | 40 724/45 236                   | 37 832/44 708                   |
| Артилерия на главния калибър                           | 3×3 – 406-мм/45  | 3×3 – 406-мм/45                                          | 2×4, 1×2 – 356-мм/45 | 3×3 – 283-мм/54                      | 4×2 – 380-мм/47                 | 3×3 – 381-мм/50                 | 2×4 – 380-мм/45                 |
| Спомагателна артилерия                                 | 10×2 – 127-мм/38 | На първия 8×2 – 127-мм/38 на останалите 10×2 – 127-мм/38 | 8×2 – 133-мм/50      | 4×2, 4×1 – 150-мм/55 7×2 – 105-мм/65 | 6×2 – 150-мм/55 8×2 – 105-мм/65 | 4×3 – 152-мм/55 12×1 – 90-мм/50 | 3×3 – 152-мм/55 6×2 – 100-мм/45 |
| Зенитна артилерия                                      | 4×4 – 28-мм      | 3×4 – 28-мм                                              | 4×8 – 40-мм/40       | 8×2 – 37-мм 8×1 – 20-мм              | 8×2 – 37-мм 12×1 – 20-мм        | 8×2 и 4×1 – 37-мм 8×2 – 20-мм   | 4×2 – 37-мм 4×4 и 2×2 – 13,2-мм |
| Главен брониран пояс, мм/наклон, гр.                   | 305/15°          | 310/19°                                                  | 356 – 381            | 350                                  | 320                             | (70 + 280)/8°                   | 330/15,14°                      |
| Брониране на палубите, мм                              | 37 + 140         | 37 + 146                                                 | 25 + 127…152         | 50 + 80…105                          | 50…80 + 80…95                   | 45 + 90…162                     | 150…170 + 40                    |
| Брониране на кулите на главния калибър, мм             | 406 – 184        | 457 – 300                                                | 324 – 149            | 360 – 150                            | 360 – 130                       | 350 – 150                       | 430 – 170                       |
| Брониране на бойната рубка, мм                         | 406 – 373        | 406 – 373                                                | 114 – 76             | 350 – 200                            | 350 – 220                       | 260                             | 340                             |
| Дълбочина на ПТЗ на ниво 1/2 газене, м                 | 5,64             | 5,45                                                     | 3,96                 | 4,5                                  | 5,5                             | 7,57                            | 7                               |
| Сумарна дебелина на ПТП, мм                            | 65 STS           | 150 (STS+HTS)                                            | 57 DS                | 53 Ww                                | 53 Ww                           | 71 ER                           | 77                              |
| Енергетична установка, к.с./МВт                        | 121 000 90,23    | 130 000 96,94                                            | 110 000 82,03        | 160 000 119,31                       | 138 000 102,91                  | 130 000 96,94                   | 150 000 111,85                  |
| Максимална скорост, възела                             | 27,5             | 27,5                                                     | 28,5                 | 31                                   | 29                              | 30                              | 31,5                            |

## Коментари
1. ↑  Номерацията на шпангоутите се води от кърмата към носа и съответва на разстоянието на шпангоута от кърмовия перпендикуляр в метри
2. ↑  Номерацията на отсеците започва от кърмата
3. ↑  Отчитайки редицата видими грешки в „Анатомията“ (неправилното название на 150-мм оръдия, погрешното тегло на метателния заряд за него) за основа са взети данните от www.navweaps.com. Данните от „Анатомията“ се използвани само в случай, че ги няма на www.navweaps.com, или не се разбира за коя от многото техни модификации се отнасят цифрите
4. ↑  Дадените данни са по немската система – дължината на ствола се брои от дулния до казенния срез. В британската и американската система под дължина на ствола се разбира дължината на самия ствол – от дулния срез до огледалото на затвора. Тази цифра е по-малка, отколкото според немската система. Така например за 38 cm SKC/34 дължината според британската система е 48,3 калибра.
5. ↑  Съдейки по таблицата при Whitley на стр. 45, тази цифра и дадените по-долу тегла на палубите това са данните на „Тирпиц“. Няма информация в източниците дали тези цифри са различни за „Бисмарк“.
6. ↑  В редица източници тук има разминаване. При Патянин и Малов в текста е указана цифрата 180 мм, но на схемата на бронирането е указано 130. В Анатомията – обратно, на схемата за бронирането от стр. 59 е указано 180, а в таблицата на стр. 18 се дава цифрата 130
7. ↑  Всички данни в таблицата са проектни.
8. ↑  В хода на бойните действия на всички линкори е значително усилена.